# Pasolini l'enragé
Pour les articles homonymes, voir Pasolini (homonymie).
Pour plus de détails, voir Fiche technique et Distribution.
Pasolini l'enragé est un film français réalisé par Jean-André Fieschi, sorti en 1966. Il s'agit d'un épisode de la collection Cinéastes de notre temps.

## Synopsis
À Rome en juillet 1966, Pier Paolo Pasolini évoque ses parti pris cinématographiques, notamment au travers de ses films Accattone, Des oiseaux, petits et gros et de L'Évangile selon saint Matthieu.

## Commentaire
Pasolini s'introduit en présentant le cinéma sous deux aspects : linguistique et stylistique. Linguistique, car pour le cinéaste, le cinéma est un langage, un moyen d'exprimer sa rage dans une autre langue que celle qui procède de sa nationalité. Le discours déforme quand le cinéma est « la reproduction du langage naturel de la réalité ». À ce degré, l'expérience suffit. Pour le second aspect, stylistique, il s'agit de maîtriser la technique et la connaissance cinématographique. Un problème qu'il contournera pour son tout premier film, Accatone, en simplifiant la narration (des gros plans, peu de mouvements de caméra, etc.).
L'entretien permet au réalisateur qui a déjà réalisé huit films d'appeler à lui ses théories cinématographiques. Ainsi, il ne nie pas son lien de parenté avec le néoréalisme italien mais s'en distingue dans le message et dans le style. Pasolini oriente ses films vers ce qu'il appelle le « sous-prolétariat ». Cette catégorie sociale, selon lui, se différencie du prolétariat marxiste en ce qu'elle n'est accrochée à aucune industrie. Cette population végète dans la misère en banlieue de villes sans moyens de production. Il l'oppose à une petite bourgeoisie, particulière à l'Italie, dont il est issu et contre laquelle il se dresse. Quand le néoréalisme contient dans une description furieuse de la réalité, un message d'espoir qui est celui d'une révolution culturelle en attente au sortir de la guerre, Pasolini, qui arrive vingt ans après, crie son désespoir et son amour pour le sous-prolétariat - qu'il sacralise dans la forme par des gros-plans.
Le documentaire brosse un portrait d'un poète et philosophe du cinéma ; la sagacité du cinéaste ira même s'exercer à s'interroger sur le portait qui est en train de se dessiner de lui. Il se conclut par un résumé de Théorème, son prochain film alors en tournage.

## Fiche technique
- Titre : Pasolini, l'enragé
- Collection : Cinéastes de notre temps
- Réalisation : Jean-André Fieschi
- Production : André S. Labarthe et Janine Bazin
- Photographie : Georges Lendi
- Montage : Pierre-Michel Rey et Anne Chalut
- Pays d'origine :  France
- Format : noir et blanc - 16 mm
- Genre : documentaire
- Durée : 97 minutes - 65 minutes (nouvelle version)
- Date de première diffusion : 15 novembre 1966 (ORTF 2)

## Intervenants
- Pier Paolo Pasolini
- Adriana Asti : Actrice dans Accattone
- Bernardo Bertolucci : Réalisateur, assistant réalisateur d'Accattone
- Vittorio Cottafavi : Réalisateur
- Alfredo Bini : Producteur des films de Pasolini
- Franco Citti : Acteur dans Accattone
- Totò : Acteur dans Des oiseaux, petits et gros
- Borgata Prenestina : Acteur dans Des oiseaux, petits et gros

## Autour du film
- En 1991, le documentaire a fait l'objet d'un remontage à l'occasion de sa diffusion sur ARTE, écourtant de 32 minutes la durée initiale du film. La plupart des interventions des acteurs ont été ainsi ôtées de la version d'origine.